# Інститут Гудзону
Hudson Institute (Інститут Гудзону) — американський консервативний аналітичний центр, що базується у Вашингтоні, округ Колумбія  Він був заснований у 1961 році в Кротон-он-Гудзоні, Нью-Йорк, футурологом Германом Каном та його колегами з RAND Corporation.
Кан був фізиком і військовим консультантом, відомим тим, що створював сценарії ядерної війни. Дослідження інституту розгалужувалися від військових до різних сфер, включаючи економіку, охорону здоров’я, освіту та азартні ігри. Кан помер у 1983 році, і через рік інститут переїхав до Індіанаполіса. У середині 1990-х інститут допоміг розробити впливову програму робочих місць у Вісконсині. Інститут переїхав до Вашингтона, округ Колумбія, у 2004 році. Його відзначили за співпрацю з урядами та галузями промисловості, включаючи оборону та агробізнес.

## Історія

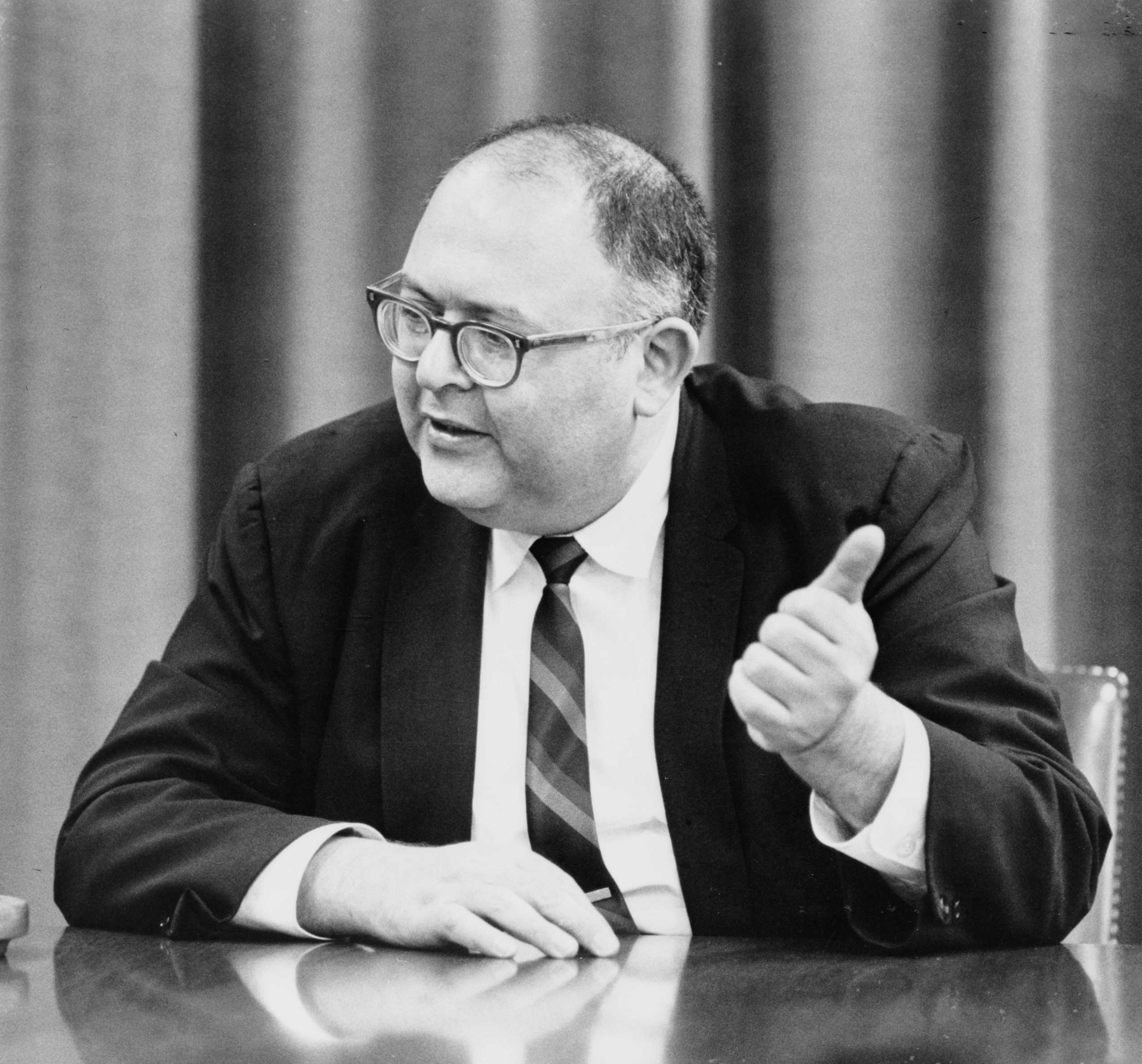
Засновник Герман Кан

### Від заснування до 1982 року
Гудзонівський інститут був заснований у 1961 році  Германом Каном, Максом Сінгером і Оскаром М. Рюбгаузеном. Кан був символом холодної війни, у якого часто брали інтерв’ю в журналах, мав найвищий IQ за всю історію і його образ частково надихнув фільм 1964 року «Доктор Стрейнджлав». У 1960 році, працюючи в корпорації RAND, Кан прочитав серію лекцій у Прінстонському університеті про сценарії, пов’язані з ядерною війною. У 1960 році видавництво Прінстонського університету опублікувало «Про термоядерну війну» — розширення конспектів лекцій Кана. Виникли серйозні суперечки, і Кан і RAND розійшлися.
Кан переїхав до Кротон-он-Гудзон, штат Нью-Йорк, з наміром заснувати новий мозковий центр, який був би менш ієрархічним і бюрократичним. Разом із Максом Сінгером, молодим державним юристом, який був колегою Кана з RAND, і нью-йоркським адвокатом Оскаром Рюбгаузеном, Кан заснував Інститут Гудзону 20 липня 1961 року  Кан був провідним інтелектуалом Інститут Гудзону, тоді як Сінгер розвивав організацію інституту. Рюбхаузен був радником губернатора Нью-Йорка Нельсона Рокфеллера.
Початкові дослідницькі проекти Інститут Гудзону значною мірою представляли особисті інтереси Кана, які включали цивільне та військове використання ядерної енергії та планування сценаріїв щодо варіантів політики та їх можливих результатів. Використання слова « ценарій» у таких вправах було адаптовано з голлівудських оповідань як більш гідне слово, ніж «сценарій», і Кан був ентузіастом-практиком. У цей період Кан і його колеги зробили піонерський внесок у теорію та стратегію ядерного стримування. 
Детальний аналіз Інститут Гудзону «сходів ескалації»  і звіти про ймовірні наслідки обмеженого та необмеженого ядерного обміну, зрештою опубліковані як Thinking About the Unthinkable у 1962 році  та On Escalation: Metaphors and Scenarios у 1965 році  були впливовими в адміністрації Кеннеді. Вони допомогли інституту виграти свій перший великий дослідницький контракт від Управління цивільної оборони Пентагону.
Тим часом у масовій культурі доктор Стрейнджлав у 1964 році запозичив багато рядків із книги Кана «Про термоядерну війну»  а методи Кана, Інститут Гудзону та РЕНДа також надихнули на написання в 1967 році сатиричної книги «Звіт із Залізної гори» , в якій описується нібито секретне дослідження небезпеки миру.
Кан не хотів, щоб Інститут Гудзону обмежувався дослідженнями, пов’язаними з обороною , і разом із Сінгером він набрав співробітників з різних академічних професій. Інститут Гудзону також залучив широкий спектр консультантів для аналізу та політики, зокрема французького філософа Раймонда Арона, афроамериканського письменника Ральфа Еллісона, політолога Генрі Кіссінджера, художника-концептуаліста Джеймса Лі Байарса  та соціального вченого Деніела Белла. Його фокус розширився й охопив геополітику, економіку, демографію, антропологію, науку й технології, освіту  та міське планування.
Кан у 1962 році передбачив зростання Японії як другої за величиною економіки світу та налагодив тісні зв’язки з політиками та керівниками компаній.
Інститут Гудзона використовував методи сценарного планування для прогнозування довгострокових подій і був відомий своїми майбутніми дослідженнями. У 1967 році Інститут Гудзону опублікував «Рік 2000», бестселер, написаний на замовлення Американської академії мистецтв і наук. Багато прогнозів виправдалися, включаючи такі технологічні розробки, як портативні телефони та підключені до мережі домашні та офісні комп’ютери.
У 1970 році була опублікована книга «Японська супердержава, що розвивається». Після звіту Римського клубу « Обмеження зростання» 1972 року викликала тривогу щодо можливості того, що зростання населення та виснаження ресурсів може призвести до глобального «колапсу» у 21 столітті, Інститут Гудзону відповів власним аналізом «Наступні 200 років», який зробив висновок. натомість наукові та практичні інновації, ймовірно, значно покращать рівень життя в усьому світі.
Інститут Гудзону боровся з проблемами фінансування в 1970-х роках через посилення конкуренції з боку інших аналітичних центрів за державні гранти. Він звернувся до грантів від таких корпорацій, як IBM і Mobil.
У своїй книзі «Прийдешній бум» 1982 року Кан стверджував, що податкова та фіскальна політика, спрямована на зростання, інформаційні технології та розвиток енергетичної промисловості уможливлять безпрецедентне процвітання західного світу на початку 21 століття. Кан також передбачив нетрадиційні методи видобутку, такі як гідравлічний розрив.
Протягом 20 років Інститут Гудзону мав офіси в Бонні, Парижі, Брюсселі, Монреалі  та Токіо. Інші дослідницькі проекти стосувалися Південної Кореї, Сінгапуру, Австралії  та Латинської Америки.

### 1983-2000

Сіндзо Абе, прем'єр-міністр Японії, і Кен Вайнштейн на Гудзоні.

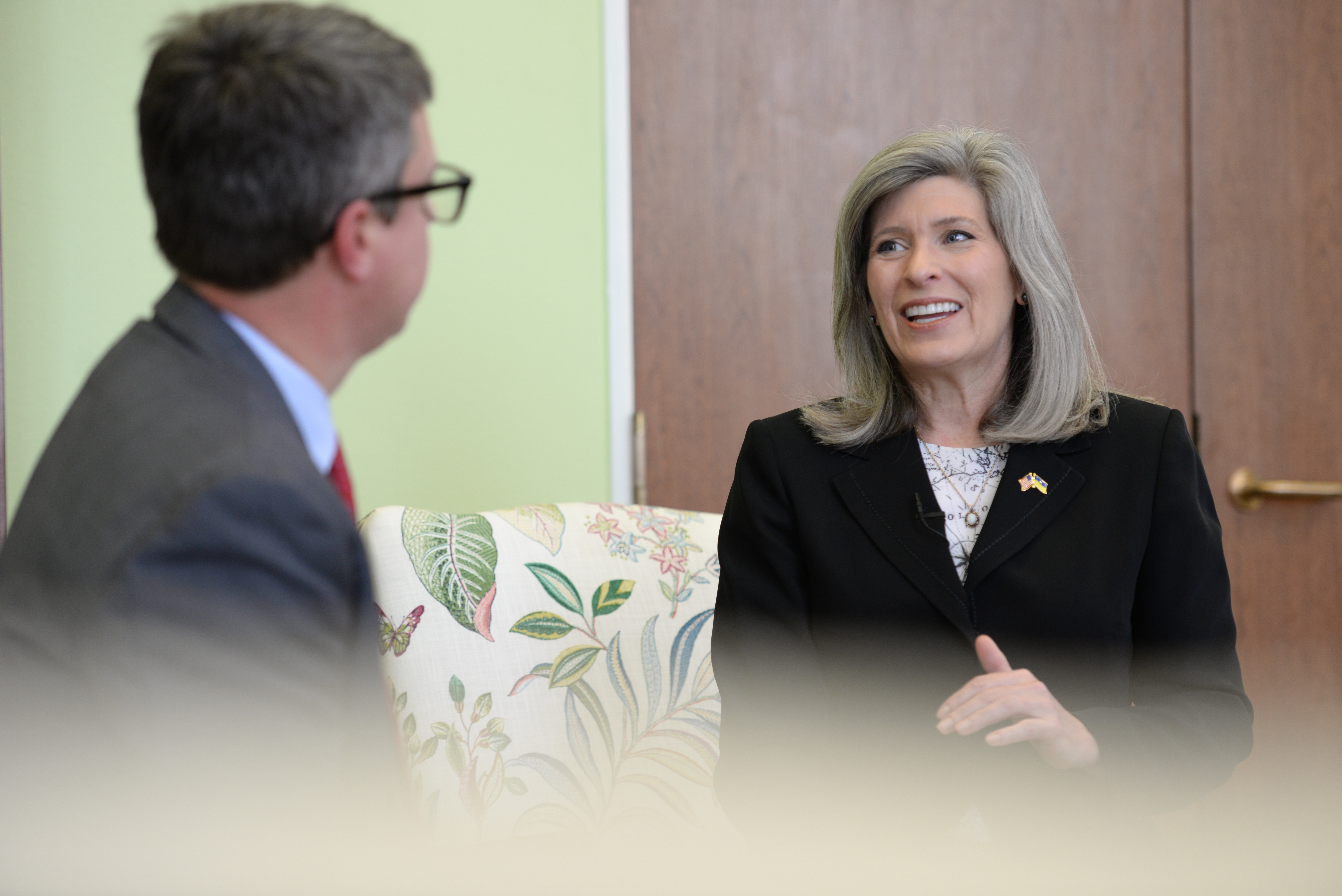
Джоні Ернст і Пітер Раф

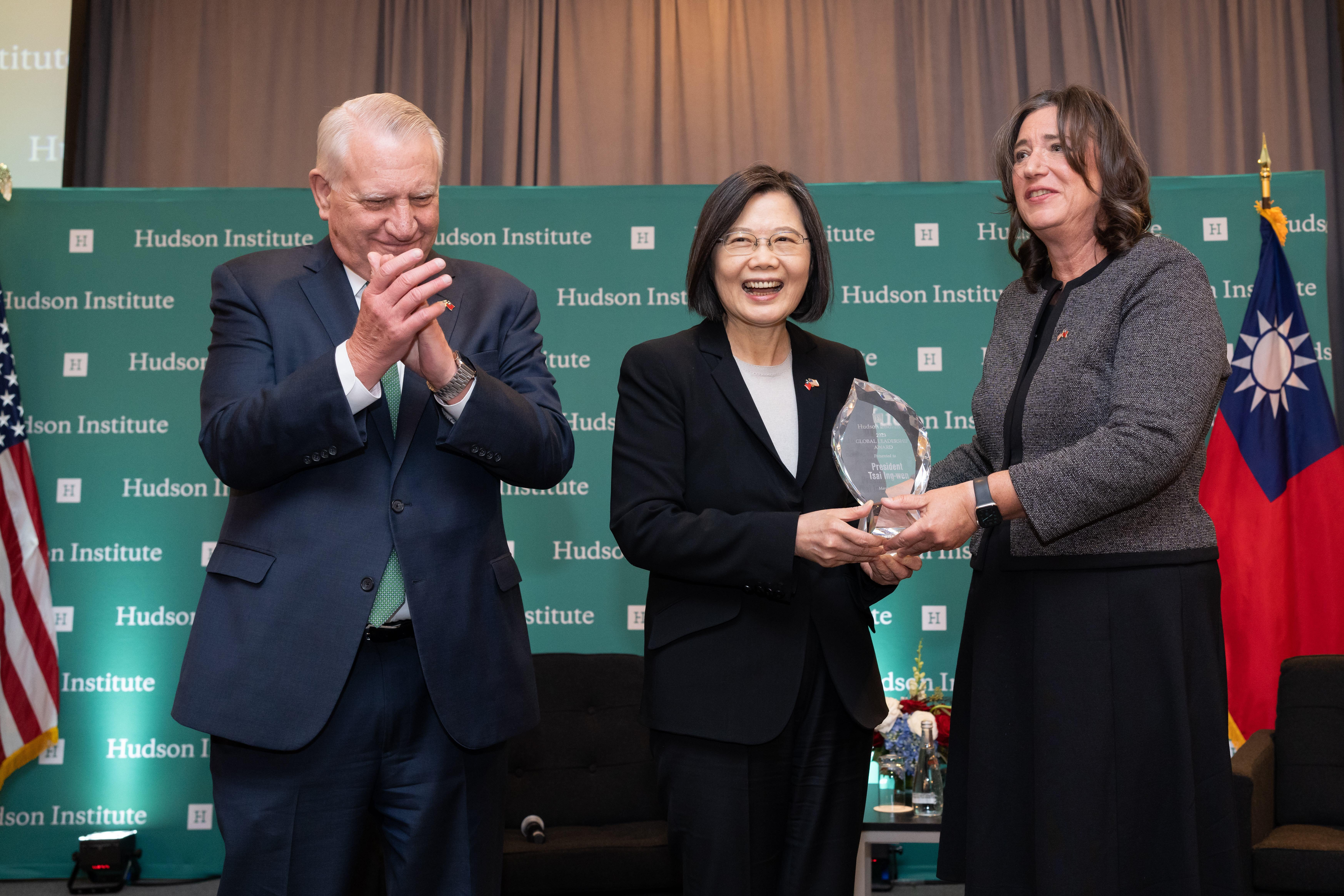
Президент Цай приймає нагороду Інститут Гудзону за глобальне лідерство, березень 2023 р.

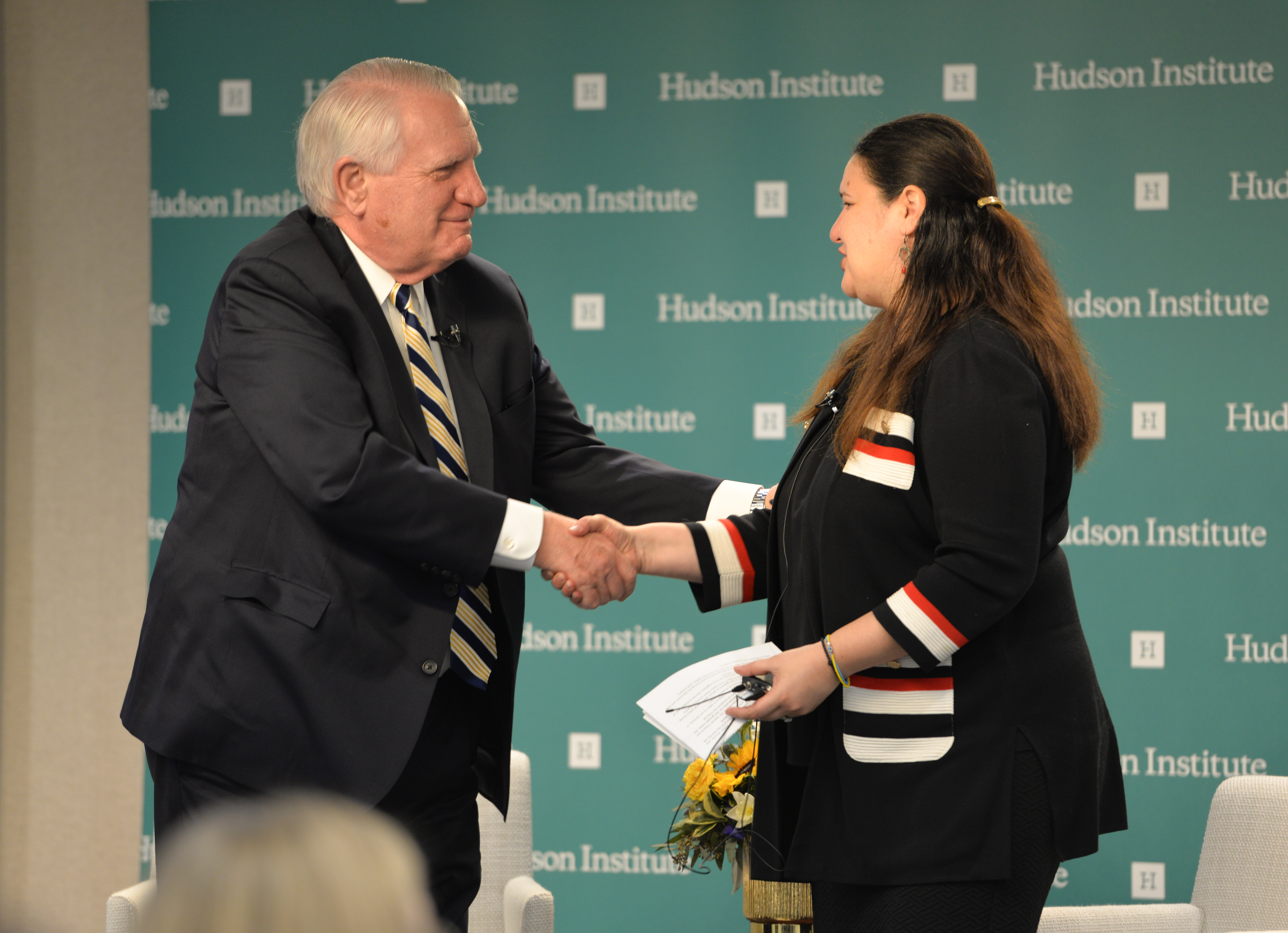
Посол України в США Оксана Маркарова виступила з програмною промовою з нагоди річниці вторгнення Росії в Інституті Гудзона в лютому 2023 року.

Після раптової смерті Кана у віці 61 року 7 липня 1983 року  Інститут Гудзону було реорганізовано. У 1984 році Інститут Гудзону переніс свою штаб-квартиру до Індіани, штату Індіанаполіс та Lilly Endowment  У 1987 році Мітч Деніелс, колишній помічник сенатора Річарда Лугара (R-IN) і президента Рональда Рейгана, був призначений генеральним директором.
Вільям Елдрідж Одом, колишній директор Агентства Національної Безпеки, став директором досліджень національної безпеки Інститут Гудзону; економіст Алан Рейнольдс став директором економічних досліджень. Технолог Джордж Гілдер керував проектом про наслідки цифрової ери для американського суспільства.
У 1990 році Деніелс звільнився, щоб стати віце-президентом із корпоративних справ у Eli Lilly and Company. Його наступником на посаді генерального директора став Леслі Ленковскі, соціолог  і колишній консультант сенатора Деніела Патріка Мойнігана.
При Ленковському Інститут Гудзону наголошував на внутрішній і соціальній політиці. На початку 1990-х років інститут займався реформою освіти та прикладними дослідженнями чартерних шкіл і вибору школи.
У 1990 році Інститут Гудзону виділив дочірню некомерційну організацію, яка взяла назву Інститут відкриттів.
За ініціативи губернатора Вісконсіна Томмі Томпсона  двоє членів Інститут Гудзону входили до невеликої групи планування, яка розробила програму Welfare-to-work Wisconsin Works. Інститут Гудзону також допоміг фінансувати планування та оцінив результати. Версія була прийнята по всій країні у федеральному законодавстві про реформу соціального забезпечення 1996 року, підписаному президентом Біллом Клінтоном. У 2001 році ініціатива президента Джорджа Буша щодо вибору благодійності базувалася  на дослідженні Інститут Гудзону  щодо програм соціального обслуговування, якими керують релігійні організації.
Інші дослідження Інститут Гудзону цього періоду включали «Workforce 2000» 1987 року, «Комісія блакитної стрічкою щодо Угорщини » (1990)  «Міжнародну балтійську економічну комісію» (1991–93), присвячену ринково-орієнтованим реформам у новому незалежних держав Східної Європи  та подальше дослідження 1997 року «Робоча сила 2020».
У 1997 році Ленковського змінив Герберт Лондон.

### 2001-2016
Після терактів 11 вересня Інститут Гудзону наголошував на таких міжнародних питаннях, як Близький Схід, Латинська Америка та іслам. 1 червня 2004 року Інститут Гудзону переніс свою штаб-квартиру до Вашингтона, округ Колумбія 
У 2012 році Сара Мей Стерн стала головою опікунської ради і залишається нею досі.  
У 2016 році компанія Інститут Гудзону переїхала зі своєї штаб-квартири на площі Макферсон  у спеціально побудоване офісне приміщення на Пенсильванія-авеню, неподалік від Капітолію США та Білого дому. Нові офіси , сертифіковані LEED  були спроектовані компанією FOX Architects. На відкритті нових офісів головував прем'єр-міністр Японії Сіндзо Абе.

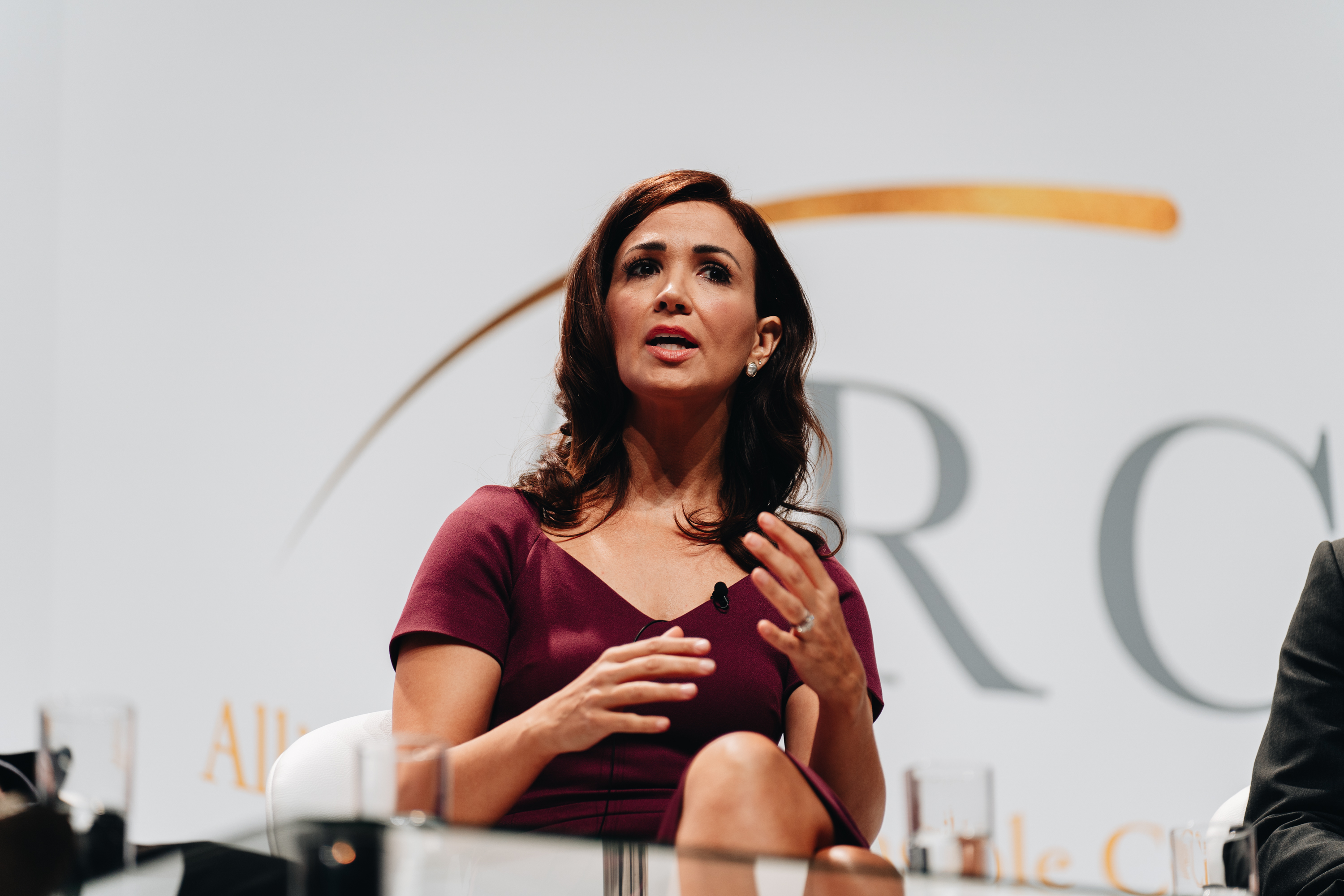
Ребекка Генрікс, старший науковий співробітник Брукінгса, виступає в Альянсі за відповідальне громадянство.

### 2016 по теперішній час
4 жовтня 2018 року віце-президент Майк Пенс використовував Інститут Гудзону як місце проведення великої політичної промови щодо Китаю.
У 2021 році до інституту приєдналися Помпео та Елейн Чао, міністр транспорту в адміністрації Трампа. У січні 2021 року Джон П. Волтерс був призначений президентом і генеральним директором Інституту Гудзону. Волтерс змінив Кеннета Р. Вайнштейна, який став першим почесним стипендіатом Волтера П. Стерна. Колишній генеральний прокурор США Вільям П. Барр приєднався як почесний співробітник у 2022 році.
30 березня 2023 року президент Тайваню Цай Ін Вень відвідала захід, організований Інститутом Гудзона, де вона прийняла нагороду інституту Global Leadership Award. У відповідь на вручення премії Міністерство закордонних справ Китаю наклало санкції на інститут, голову його опікунської ради Сару Мей Стерн і його президента та генерального директора Джона П. Волтерса.
У вересні 2023 року Інститут Гудзону був визнаний «небажаною організацією» в Росії.
Президент Європейської комісії Урсула фон дер Ляєн обрала Інститут Гудзону для виступу в жовтні 2023 року, де вона захищала право Ізраїлю захищатися після терористичних атак у Палестині. У своїй промові вона висловила солідарність ЄС з Ізраїлем і провела паралелі між терористичними актами ХАМАС і російським диктатором Володимиром Путіним. Промова була узгоджена з Білим домом, оскільки президент Джо Байден закликав Конгрес схвалити додаткову допомогу для підтримки України та Ізраїлю як ключових союзників Сполучених Штатів.
Інститут надає кілька інструктажів, наприклад Keystone Defense Initiative, де Ребекка Генрікс є старшим науковим співробітником і директором.
У 25-27 квітня 2023 року у Інституті Гудзона був проведений 6-тий Форум Вільних Народів Постросії. "Нове майбутнє Північної Євразії: архітектура постросійського простору". Участь у форумі взяли представники рухів поневолених народів і регіонів Росії. Окрім того, до них долучилися аналітики, політики, дипломати, експерти, науковці та громадські діячі різних країн.

## Спонсорські нагороди
Інститут Гудзону пропонує дві щорічні нагороди: премію Германа Кана  та премію Global Leadership Awards. Серед минулих лауреатів Гудзонівського інституту Ніккі Хейлі, Пол Райан, Майк Пенс, Майк Помпео, Рональд Рейган, Генрі Кіссінджер, Руперт Мердок, Дік Чейні, Джозеф Ліберман, Біньямін Нетаньяху, Девід Петреус і Сіндзо Абе.

## Фінансування
Інститут Гудзону фінансується за рахунок пожертвувань окремих осіб, фондів і корпорацій. Відомими спонсорами Інституту є Фонд громади Кремнієвої долини, Фонд Сари Скейф та Фонд Білла та Мелінди Гейтс.
Станом на 2021 рік організація повідомила про дохід понад 37 мільйонів доларів США з менш ніж 20 мільйонами доларів витрат і пожертвами в 81 мільйоном доларів США.
Інститут Гудзону прийняв 7,9 мільйонів доларів США від Donors Trust. З 1998 року компанія отримала 25 000 доларів від Exxon Mobil і менше 100 000 доларів від сімейних фондів Коха, які активно мінімізують зміну клімату.
New York Times прокоментувала нападки Денніса Ейвері на органічне землеробство: «Атака на органічну їжу з боку добре фінансованої дослідницької організації свідчить про те, що, хоча на органічну їжу припадає лише 1 відсоток продажів їжі в Сполучених Штатах, звичайна харчова промисловість збентежена".
Інший співробітник інституту, Майкл Фументо, як виявилося, отримав фінансування від Monsanto для своєї книги 1999 року Bio-Evolution. Речник Monsanto сказав: «Це наша практика, якщо ми маємо справу з такою організацією, що будь-які кошти, які ми надаємо, повинні бути необмеженими». Генеральний директор і президент Інституту Гудзону Кеннет Р. Вайнштейн сказав BusinessWeek, що він не впевнений, чи слід було розголошувати платіж. «Це гарне запитання, і крапка», — сказав він.
New York Times припустила, що Huntington Ingalls Industries використовувала Інститут Гудзона, щоб підсилити аргументи компанії щодо збільшення кількості атомних авіаносців, вартістю 11 мільярдів доларів США кожен. The Times стверджувала, що Інститут Гудзону заплатив колишньому військово-морському офіцеру за публікацію аналізу, який схвалює більше фінансування. Звіт було передано підкомітету з питань збройних сил Палати представників, не розголошуючи, що Хантінгтон Інґоллс оплатив частину звіту. Інститут Гудзону визнав неправомірну поведінку, назвавши це "помилкою".
Інститут, який часто публікує звіти про Китай, отримав фінансування від уряду Тайваню, як і інші відомі аналітичні центри.

## Політика
Співробітники Інституту Гудзона зробили значні політичні пожертви. Під час виборчого циклу 2022 року вони пожертвували 128 893 долари на федеральні кампанії, переважна більшість яких пішла кандидатам від Республіканської партії та партіям PAC. Основним отримувачем була конгресмен Ліз Чейні (R-WY).
Інститут зазвичай описують як консервативний  і іноді неоконсервативний. Hudson каже, що тут приймають політиків, експертів із зовнішньої політики та обраних посадовців з усього політичного спектру. Згідно з вебсайтом, Інститут Гудзону «кидає виклик традиційному мисленню та допомагає керувати стратегічними переходами через міждисциплінарні дослідження в галузі оборони, міжнародних відносин, економіки, енергетики, технологій, культури та права».

## Центри політики
Інститут Гудзона керує низкою політичних центрів, які зосереджені на різних проблематичних сферах. Багато з них мають видатних голів і членів консультативної ради.

### Центр миру та безпеки на Близькому Сході
Очолюваний Майклом Дораном, центр вивчає проблеми, які стоять перед Америкою та її союзниками на Близькому Сході у відповідь на загрози з боку ворожих сил, таких як Ісламська Республіка Іран, Росія та Китай, для сприяння миру.

### Центр Китаю
Китайський центр при Інституті Інститут Гудзону вивчає Китай з «головною метою створення заснованої на цінностях, безпартійної, розумної та ефективної відповіді Америки на виклик Китаю». Центр був запущений у травні 2022 року  Його керує Майлз Ю, а Майкл Помпео є головою консультативної ради, до складу якої входять Скотт Моррісон, Паула Дж. Добрянскі, Морган Ортагус і Кайл Басс станом на серпень 2023 року 

### Центр Європи та Євразії
Центр Європи та Євразії, очолюваний Пітером Рафом, зосереджений на «стримуванні військової агресії Росії в Україні, протидії підривній діяльності Китаю на континенті, виведенні Європи зі стратегічної вразливості, налагодженні ключових зв’язків у Центральній Азії та модернізації нашої трансатлантичної військової позиції та економічні зв'язки». Центр був запущений у 2022 році 

### Кафедра Японії
Кафедру Японії в Інституті Гудзона очолює Кеннет Р. Вайнштейн, співробітник Інституту та його колишній генеральний директор. Він спрямований на зміцнення американо-японського альянсу. Кафедру було засновано навесні 2009 року під керівництвом генерала Х. Р. Макмастера, який зараз є головою її консультативної ради.

### Комісія Гамільтона щодо забезпечення інноваційної бази національної безпеки Америки
Інститут Гудзона містить цю двопартійну комісію, яка досліджує економічні сектори, критично важливі для національної безпеки, з метою пропозиції політичних рекомендацій щодо зменшення залежності та підвищення лідерства США в цих галузях.
Головою комісії є Надя Шадлоу та Артур Л. Герман. Інші члени:
- Браян Кларк, старший науковий співробітник Інституту Гудзона
- Томас Дюстерберг, старший науковий співробітник Інституту Гудзона
- Майк Галлахер, член Палати представників Конгресу США (R-WI)
- Срідхар Кота, Геррік, професор інженерії, професор машинобудування Мічиганського університету
- Зара Ф. Ларсен, президент групи Larsen: архітектори змін
- Еллен Лорд, колишній заступник міністра оборони з питань придбання та підтримки
- Дейл Ламме, національний виконавчий директор Американського товариства морських інженерів
- Стефані Мерфі, колишній член Палати представників (D-FL)
- Скотт Пол, президент Альянсу американського виробництва (AAM)
- Хезер Пенні, старший постійний співробітник Інституту аерокосмічних досліджень Мітчелла
- Кімберлі Рід, колишній президент і голова ради директорів Експортно-імпортного банку Сполучених Штатів (EXIM)
- Павніт Сінгх, нерезидент, китайський центр Джона Л. Торнтона в Інституті Брукінгса
- Віллі Ши, Роберт і Джейн Сізік, професор практики управління бізнесом, Гарвардська школа бізнесу
- Ентоні Вінчі, старший науковий співробітник Центру нової американської безпеки (CNAS)
- Генерал-лейтенант Ерік Дж. Уеслі, виконавчий віце-президент, Flyer Defense, LLC.
- Майкл Р. Вессел, президент The Wessel Group

### Клептократична ініціатива
Інститут Гудзону запустив Ініціативу Клептократії у відповідь на перше вторгнення Росії та окупацію українського Криму в 2014 році.
У 2016 році Hudson's Kleptocracy Initiative опублікувала доповідь, автором якої є Бен Джуда, в якій б’є на сполох щодо офшорних фінансових потоків і закликає припинити діяльність анонімних підставних компаній як пріоритет національної безпеки США.  Інститут Гудзона отримав критику від члена консультативної ради Клептократичної ініціативи, коли його гала-церемонія нагородження у 2018 році була частково профінансована Леном Блаватником, магнатом, який мав ділові стосунки з російськими олігархами, які перебували під санкціями Сполучених Штатів список.

## Фінансування
2019 Фінанси:
Дохід (2019 році): $57 100 000
- Фізичні особи (57%)
- Інвестиційна діяльність (18%)
- Корпорації (4%)
- Уряди (12%)
- Засновники (9%)

Витрати (2019): $18 600 000
- Національна безпека та зовнішня політика (53%)
- Управління та адміністрування (19%)
- Відносини з громадськістю та урядом (5%)
- Розвиток (7%)
- Економічна та внутрішня політика (16%)

## Помітні кадри
- John P. Walters, President and CEO [130]
- Thomas J. Donohue[131]
- Marshall Billingslea, Senior Fellow[132]
- Ezra Cohen, Adjunct Fellow[133]
- Michael Doran, Senior Fellow [134]
- Arthur L. Herman, Senior Fellow [135]

### Інші видатні особи
- Raymond Aron[136]
- Daniel Bell[137]
- Robert Bork[138]
- Rudy Boschwitz[139]
- Paul Bracken[140]
- Mitch Daniels[141]
- Pierre S. du Pont, IV[142]
- Ralph Ellison[136]
- Saagar Enjeti[143]
- Michael Fumento[144]
- Alexander Haig[145]
- Michael Hudson (born 1939), economics professor[джерело?]
- Donald Kagan[146]
- Amy A. Kass[147]
- Henry Kissinger[148]
- Andrew Natsios[149]
- William Odom[150]
- John O'Sullivan[151]
- Marcello Pera[152]
- Michael Pillsbury[153]
- Andrey Piontkovsky[154]
- Joel Pollak[155]
- Ron Prosor[156]
- Dan Quayle[141]
- Ronald Radosh[157]
- David Satter[158]
- Abram Shulsky[159]
- Irwin Stelzer[160]
- Curtin Winsor Jr.[161]

## Дивись також
- Інститут відкриття

## Подальше читання
- Блум, Руті. "Хто правий?"[недоступне посилання з 01.09.2023]</link> </link> The Jerusalem Post, 17 лютого 2005 р.: 13. (Безкоштовне резюме з платного архіву.)
- Хадар, Леон Т. «Спеціальний звіт: «Неокони»: від холодної війни до «глобальної інтифади» ". Вашингтонський звіт про справи на Близькому Сході 9.11 (квітень 1991): 27. (Архів.)
- Хатчінсон, Білл, з Майклом МакОліффом. «Чейні дивився на удар Ізраїлю по іранському ядерному реактору – Mag». The New York Daily News, 24 вересня 2007 р., Нація/Світ: 7. (Архів.)
- Кіркпатрік, Девід Д. "Відсутність рішучості в Іраку роз'єднує консерваторів". The New York Times, 19 квітня 2004 р.: A21.
- Лінч, Фредерік Р. «Різноманітність робочої сили: остання межа ПК? – Політкоректність – демістифікація мультикультуралізму». National Review, 21 лютого 1994 р.: 32. (Доступ через findarticles.com.)
- Білий, Андрій. «Нью-Йорк 1960-х». The American Prospect, 22 жовтня 2001 р.: 40. [Книга ред. Некероване місто: Джон Ліндсі та його боротьба за порятунок Нью-Йорка, Вінсент Дж. Каннато (Нью-Йорк: Основні книги, 2001). ]